# Théodore Hauben

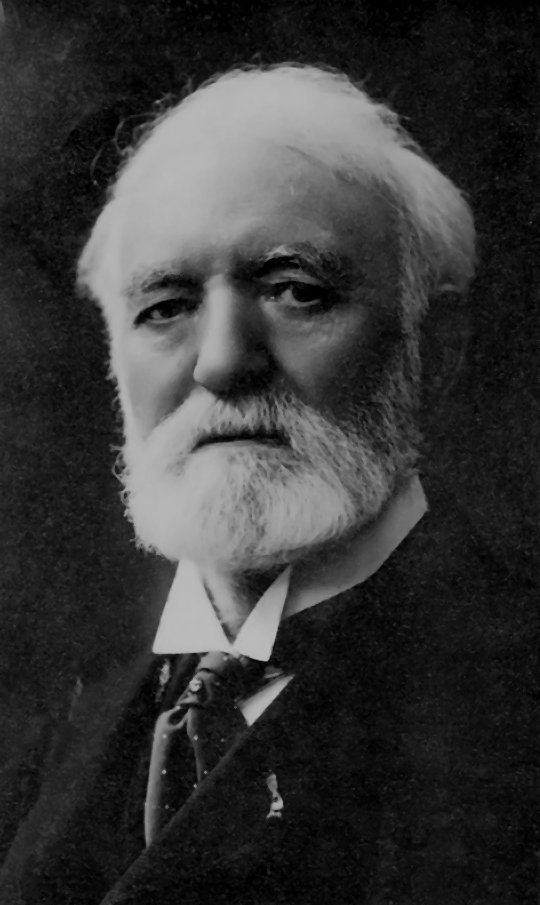
Théodore Hauben

Charles Théodore Hauben (Mechelen-aan-de-Maas, 5 maart 1835 -  Ukkel, 11 oktober 1921) was een geneesheer-vroedmeester en hoogleraar. Hij hielp de cholera-epidemie van 1867 bestrijden die in België uitbrak.

## Levensloop
Aanvankelijk wilde Hauben priester worden, maar deze studie bleek voor hem te zwaar, daarom studeerde  hij geneeskunde aan de Universiteit van Luik én de Université Libre de Bruxelles (ULB) waar hij in 1865 promoveerde tot doctor in de genees-, heel- en verloskunde. Hij bouwde een academische loopbaan uit aan de ULB. Vanaf 1870 stond hij als prosector in voor de voorbereiding van de anatomische demonstraties. Op 4 juli 1874 werd hij benoemd tot bijzonder geaggregeerde en was hij zelf gelast met de anatomische demonstraties (1873-1876). Op 17 juni 1876 volgde de benoeming als buitengewoon hoogleraar en op 2 juli 1881 als gewoon hoogleraar aan de ULB waar hij tot aan zijn emeritaat (1 december 1904) de leerstoel topografische anatomie of anatomie van de regio’s bekleedt.
Zowel tijdens als na zijn carrière als professor aan de ULB had hij ook een praktijk als huisarts in Brussel, waar Hendrik Conscience één van zijn patiënten was.

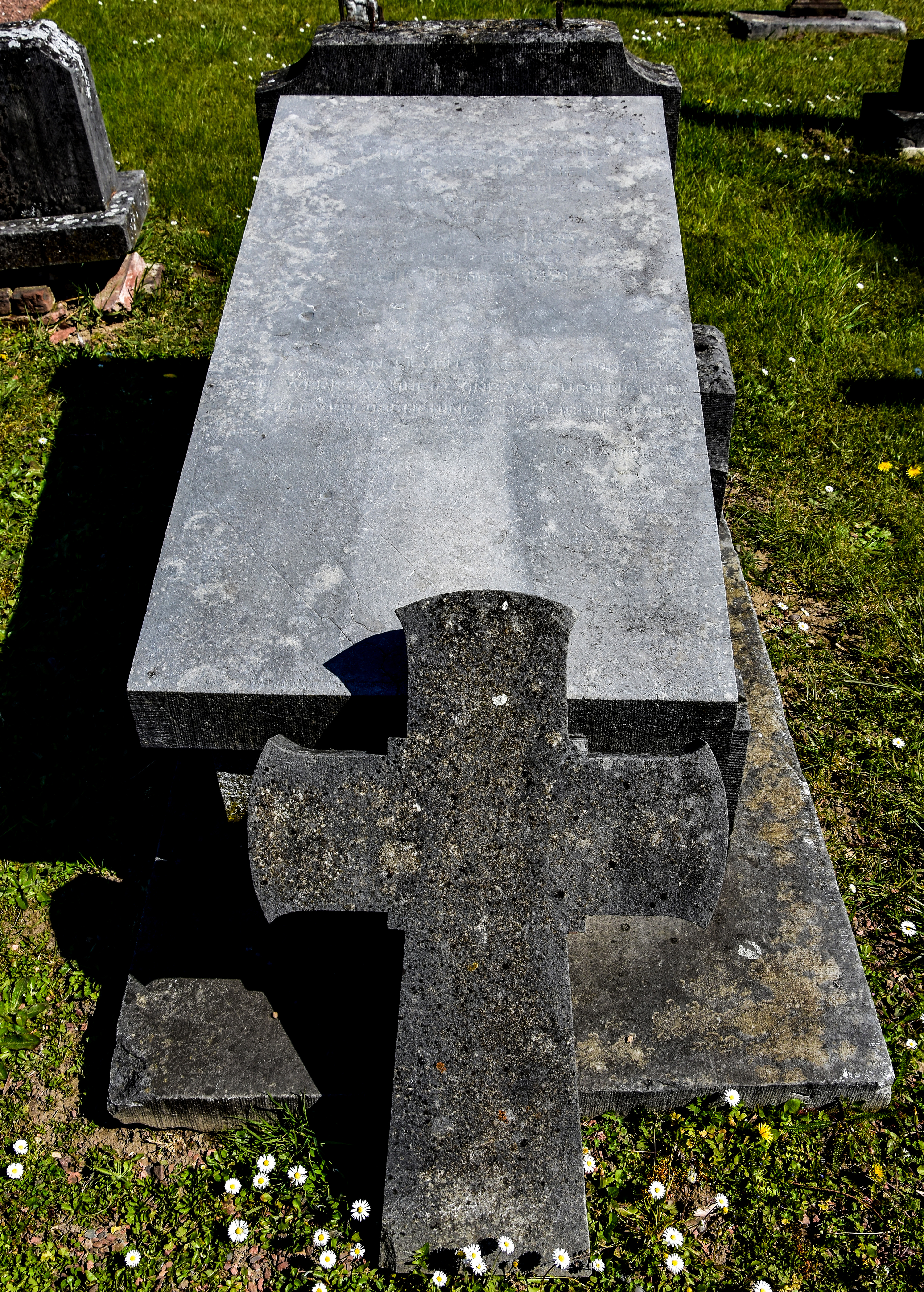
Graf van Théodore Hauben

## Cholera in België
Bij het uitbreken van cholera bracht de Belgische overheid pamfletten, brochures en artikels uit die de bevolking waarschuwden, voornamelijk voor het drinken van besmet water. In die tijd werd alles in de Franse taal gesteld en Hauben zag het als zijn taak om de Nederlands sprekenden in België in hun eigen taal te informeren. Hij schreef een bijdrage over hoe men de ziekte kan vermijden, welke voorzorgsmaatregelen men kan treffen, en hoe men kan genezen. Hij benadrukte daarbij dat hygiëne zeer belangrijk was. Zijn bijdragen werden gepubliceerd in de Nederlandse krant De Tijd.
Vlaamse uitgeverijen namen zijn artikel in hun geheel over om op die manier Vlaanderen te informeren.
Théodore Hauben was bevriend met Pieter Hubert Creten. Hauben ligt begraven op de historische begraafplaats van Mechelen-aan-de-Maas. Edmond Picard schreef zijn biografie onder de titel: Théodore Hauben, médecin : une vie Belge au XIXe siècle: récit d'un ami, Brussel, 1909
Op zijn grafsteen staat de volgende tekst:

Zijn leven was een toonbeeld van werkzaamheid, onbaatzuchtigheid, zelfverloochening en plichtsbesef. De familie.

In Mechelen-aan-de-Maas is een straat naar hem vernoemd, de Dokter Haubenlaan.

## Publicaties
(selectie)
- Volksboekje over de cholera, beschouwd in zijne oorzaken, in zijne kenteekens en in zijne genezing (1866). Brussel: Adriaens.
- (Samen met E. Janssens:) Volksboekje over de cholera (1875). Brussel: Van Gompel - Trian